# Gewone mestkever
De gewone mestkever, gedoornde mestkever of paardenmestkever (Geotrupes stercorarius) is een kever uit de familie mesttorren (Geotrupidae). De wetenschappelijke naam van de soort werd als Scarabaeus stercorarius in 1758 gepubliceerd door Carl Linnaeus.
Deze kever heeft een zeer bol achterlijf, en is altijd zwart en glanzend. Typisch zijn de kleine kop, korte maar sterk geveerde antennes en de glanzende, zeer stekelige poten met duidelijke sporen. De maximale lengte is ongeveer 25 millimeter maar meestal kleiner. Deze soort lijkt sterk op de voorjaarsmestkever (Geotrupes vernalis), die echter een iets breder lichaam heeft en gladdere dekschilden; de gewone mestkever heeft diepere groeven in de lengte op de dekschilden.
De gewone mestkever leeft in bossen, hooilanden en heidevelden, waar met de stevige poten mestballen worden gevormd uit mesthopen (vlaaien) voor zowel eigen consumptie als voor de larven. In het laatste geval wordt de mest ondergronds in een tunneltje gebracht dat tot 60 centimeter diep kan zijn. Deze kever is meestal nachtactief, en een koppeltje werkt samen om een tunnel te graven met meerdere kamertjes waarin naast een voorraad mest in ieder kamertje een enkel ei wordt gelegd. Hier ontwikkelt de engerling-achtige larve zich, die het eigen gewicht aan mest eet per dag. Deze larve is wit van kleur, heeft een oranje kop en een typische C-vorm. Tegen het eind van de zomer vindt verpopping plaats maar de volwassen kever komt pas het volgende voorjaar naar boven.